# ديفيد بوريناز
ديفيد بول بوريانز (بالإنجليزية: David Paul Boreanaz)‏ (مواليد 16 مايو 1969) ممثل أمريكي، منتج تلفزي ومخرج، أشهر أدواره في الدراما التلفزيونية بونز "Bones" حيث يلعب شخصية سيلي بوث مع إيميلي ديشانيل ومسلسل الرعب بافي ذ فامباير سلاير وآنجل.

## النشأة
ولد ديفيد بوريانز في 16 مايو 1969 في بوفالو، نيويورك ونشأ في فيلادلفيا، بنسيلفانيا حيث كان والده دايف روبرتس يعمل مقدما للنشرة الجوية في قناة WPVI-TV المحلية. أما والدته باتي بوريانز فكانت وكيلة سفريات. أما أصول أسرته فتعود للشمال الإيطالي حيث مصدر اسم الأسرة إضافة لبعض الأصول السلوفاكية من جانب أمه.
تلقى تعليم ثانوي تعليمه الثانوي في مالفيرن، بنسيلفانيا ثم ارتاد كلية إثاكا "Ithaca College" في إثاكا، نيويورك. وبعد تخرجه انتقل إلى هوليوود، كاليفورنيا ليبدأ مهنة التمثيل.

## التمثيل
أول ظهور تمثيلي لبوريناز كان في مسلسل الدراما المباشرة ماريد ويذ تشيلدرن كصديق لكيلي (لعبت الدور كريستينا أبلغيت). كان من فريق العمل في مسلسل بافي ذ فامباير سلاير بعد أن شاهده منتج المسلسل أثناء تجواله مع كلبه. حيث بدأ التمثيل في المسلسل ليلعب شخصية آنجل مصاص الدماء الذي يمتلك روحا. نجح المسلسل بقوة فقام بوريانز بدور مشتق من الشخصية ومنفصل عن المسلسل في مسلسل جديد حمل اسم آنجل ما أتاح بالتركيز على شخصية آنجل ومعركته من أجل الخلاص.
ظهر في مسلسل بافي بين عامي 1997 و1999 ومن 1999 بدأ في مسلسل آنجل الذي استمر حتى العام 2004.
في 2001 ظهر في فيلم رعب هو فالنتاين مع دنيس ريتشاردز وكاثرين هيغل وفي 2003 ظهر في White Flag الأغنية المصورة للمغنية دايدو كما كان صوت ليون في لعبة الفيديو الشهيرة مملكة القلوب Kingdom Hearts .
في 2005 قام بوريانز بمشاركة إيميلي ديشانيل بطولة مسلسل بونز والذي استمر عرضه لغاية سنة 2017 محققا نجاحا باهرا ويعتبر أطول مسلسل قامت قناة «فوكس» الأمريكية بإنتاجه في تاريخها.
سنة 2017 بدأ بطولة مسلسل سيل تيم الذي يعرض على قناة سي بي إس الأمريكية حيث يؤدي دور جايسون هايز قائد وحدة النخبة في القوات الأمريكية الخاصة.
قام بوريانز بالمشاركة في عدة أفلام مثل These Girlsو Mr. Fix it وSuffering Man's Charity  إضافة للأفلام التي توزع مباشرة عبر الفيديو أو الدي في دي مثل The Crow: Wicked Prayer.
إضافة لكونه المنتج التنفيذي ابتداء من الموسم الثالث من بونز، فقد قام بإخراج 14 حلقة من المسلسل موزعة على مواسم مختلفة لتكون تلك تجربته الثانية في الإخراج حيث أن أول تجربة إخراج له كانت في مسلسل آنجل Angel في الحلقة التي حملت عنوان Soul Purpose من الموسم الخامس والأخير كما قام بإخراج حلقة من مسلسل The Finder .

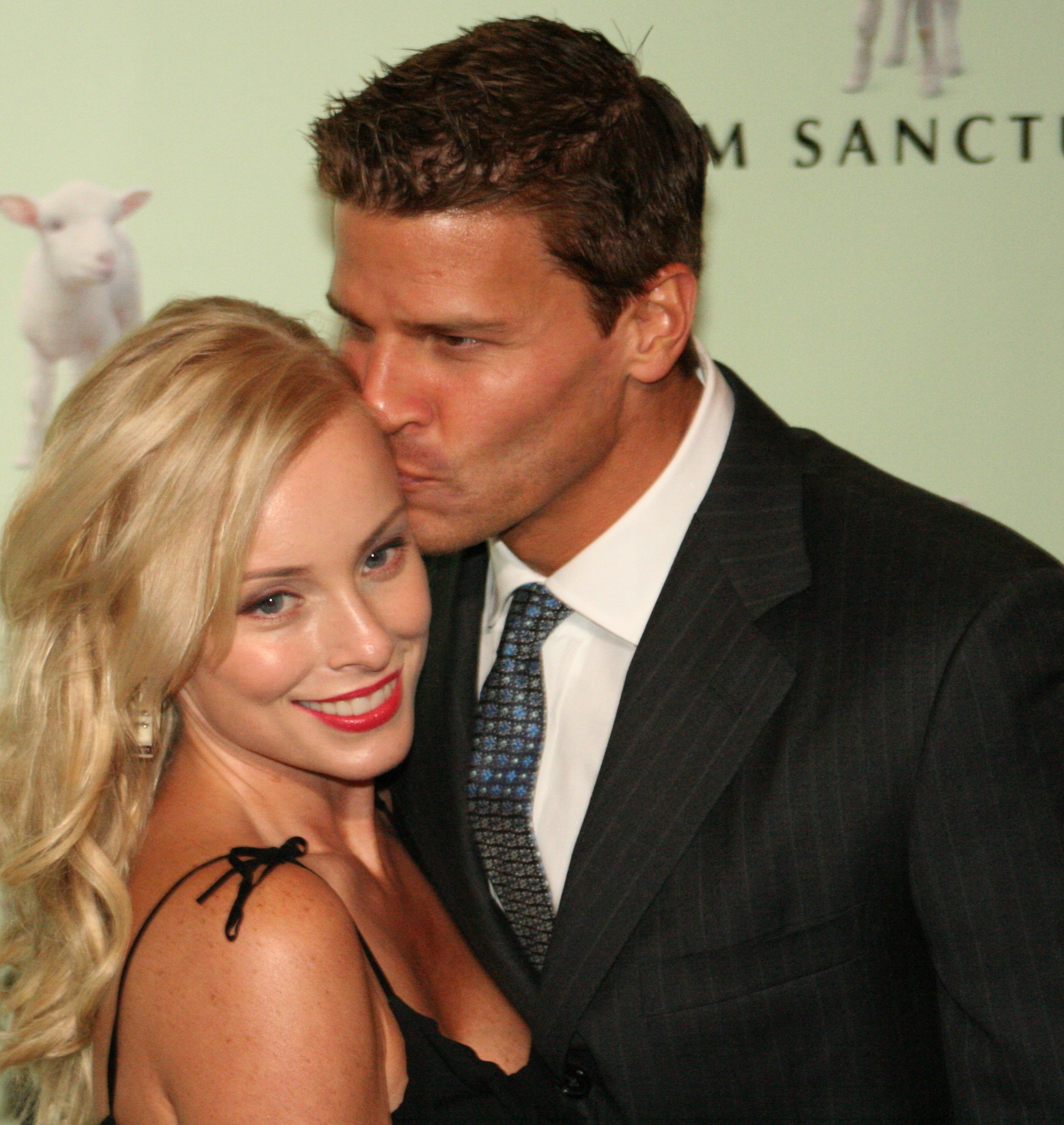
بوريانز وبرغمان في 2006.

## الحياة الشخصية
بوريانز يقيم في لوس أنجلوس، كاليفورنيا وسبق له الزواج من إنغريد كوين من 7 يونيو 1997 حتى أكتوبر 1999، ثم تزوج من الممثلة جايمي برغمان في 24 نوفمبر 2001. لدى جايمي وديفيد ابنان صبي وهو جايدن ريان بوريانز الذي ولد في 1 مايو 2002 وابنة ولدت سنة 2009 بيلا باردوت بوريانز .
سنة 2010 اعترف ديفيد بوريانز بخياتنه لزوجته جايمي أثناء حملها بابنتهما مع عدة نساء أشهرهم ريتشل اوشيتل التي ارتبط اسمها أيضا بلاعب الغولف الأمريكي الشهير تايغر وودز كونها إحدى خليلاته، خلال نفس السنة قامت كريستينا هيجن وهي ممثلة شاركت في إحدى حلقات مسلسل بونز برفع قضية ضد بوريانز اتهمته فيها أنه تحرش بها جنسيا لكن القضية اغلقت بعدما قامت المشتكية بالتنازل بعد عقد تسوية مع بوريانز مقابل مبلغ من المال.

## فيلموغرافيا

### أفلام
| السنة | الفيلم                           | الدور                            | ملاحظات         |
| ----- | -------------------------------- | -------------------------------- | --------------- |
| 1993  | Best of the Best 2               | Extra                            |                 |
| 1993  | Aspen Extreme                    | Extra                            |                 |
| 1996  | Macabre Pair of Shorts           | Vampire's victim                 |                 |
| 2001  | Valentine                        | Adam Carr                        |                 |
| 2002  | I'm With Lucy                    | Luke                             |                 |
| 2005  | The Crow: Wicked Prayer          | Luc Crash                        |                 |
| 2006  | These Girls                      | Keith Clark                      |                 |
| 2006  | Mr. Fix It                       | Lance Valenteen                  |                 |
| 2006  | The Hard Easy                    | Roger Hargitay                   |                 |
| 2007  | Suffering Man's Charity          | Sebastian                        | direct-to-video |
| 2008  | Justice League: The New Frontier | Hal Jordan/Green Lantern (voice) | animated film   |
| 2009  | The Mighty Macs                  | Ed Rush                          |                 |
| 2013  | Officer Down                     | Det. Les Scanlon                 |                 |

## مسلسلات تلفزيونية
| السنة     | العرض                      | الدور          | ملاحظات                           |
| --------- | -------------------------- | -------------- | --------------------------------- |
| 1993      | Married... with Children   | Frank          | Episode: Movie Show               |
| 1997-2003 | بافي ذا فامباير سلاير      | آنجل           | 57 Episodes                       |
| 1999-2004 | آنجل                       | آنجل           | 110 Episodes                      |
| 2002      | بيبي بلوز                  | Johnny         | 1 Episode - Teddy-Cam             |
| 2017-2005 | بونز                       | Seeley Booth   | 246 Episodes                      |
| 2010      | فاميلي غاي Family Guy      | David Boreanaz | Episode: Road to the North Pole   |
| 2012      | أميريكان داد! American Dad | Seeley Booth   | Episode: Less Money, Mo' Problems |
| 2015      | Sleepy Hollow              | Seeley Booth   | Episode: Dead Men Tell No Tales   |
| 2017-الآن | سيل تيم                    | Jason Hayes    |                                   |

## ألعاب فيديو
| Year | Game                            | Role            | Other notes |
| ---- | ------------------------------- | --------------- | ----------- |
| 2002 | Buffy the Vampire Slayer (Xbox) | آنجل            |             |
| 2002 | Kingdom Hearts                  | Squall Leonhart |             |